# Joachim Krug
Joachim Krug (* 20. August 1955 in Gifhorn) ist ein deutscher Fußballtrainer und Autor.

## Werdegang
Joachim Krug war als Spieler für den VfR Eintracht Wolfsburg, den MTV Gifhorn, den VfL Wolfsburg und Westfalia Herne aktiv. Nach seiner aktiven Karriere wurde er Trainer und wurde im Dezember 1984 Co-Trainer bei Arminia Bielefeld. Zunächst assistierte er Gerd Roggensack, Horst Franz, Fritz Fuchs und Werner Fuchs, bevor er im September 1987 Cheftrainer wurde. Bereits ein halbes Jahr später wurde Krug wieder entlassen. Zur Saison 1988/89 übernahm er den VfB Oldenburg, wo er im Oktober 1989 gehen musste.
Wenige Wochen später wurde Krug Trainer des Ligarivalen 1. SC Göttingen 05 und blieb bis März 1991. Zum 1. Januar 1992 übernahm er den Bezirksligisten LR Ahlen, mit dem er vier Mal in Folge bis in die Regionalliga West/Südwest aufstieg. Von 1996 bis 1998 war er Sportdirektor in Ahlen, bevor er als Trainer zum 1. SC Göttingen 05 zurückkehrte. Mit den Göttingern stieg er ein Jahr später in die Regionalliga Nord auf. Im Sommer 2000 kehrte Krug als Sportdirektor nach Ahlen zurück.
Anfang 2004 wurde Krug Sportdirektor bei der Hammer SpVg, bevor er fünf Jahre später den gleichen Posten bei RB Leipzig übernahm. Von November 2011 bis April 2012 trainierte Krug nochmals den (umbenannten) Verein Rot Weiss Ahlen, bevor er im Juli 2012 zum dritten Mal den Posten des Sportdirektors bei dem Verein übernahm.
2016 veröffentlichte Krug seinen ersten Kriminalroman Schwarzer Drache. Fünf weitere Ausgaben der sogenannten Schwarzer-Drache-Reihe um einen Leipziger Polizisten erschienen bisher im Selbstverlag.

## Werke
- Schwarzer Drache. United p.c., Berlin 2016, ISBN 978-3-7103-2634-9.
- Roter Teufel. Twentysix, Norderstedt 2018, ISBN 978-3-7407-4407-6.
- Schattenwölfe. Twentysix, Norderstedt 2019, ISBN 978-3-7407-5352-8.
- In den Klauen des Adlers. Twentysix, Norderstedt 2019, ISBN 978-3-7407-6195-0.
- Kopfnebel. Twentysix, Norderstedt 2020, ISBN 978-3-7407-6638-2.
- Der Lotuseffekt. Twentysix, Norderstedt 2020, ISBN 978-3-7407-7169-0.